# Tashkent Open 2015
Tashkent Open 2015 was a WTA International теніс tournament, що проходив на відкритих кортах з твердим покриттям. Це був 17-й за ліком Tashkent Open, в рамках Туру WTA 2015. Відбувся Ташкент in Ташкент, Узбекистан, з 28 вересня до 3 жовтня 2015 року.

## Очки і призові

### Нарахування очок
| Дисципліна       | П   | Ф   | ПФ  | ЧФ | 1/8 | 1/16 | Q   | Q2  | Q1  |
| Одиночний розряд | 280 | 180 | 110 | 60 | 30  | 1    | 18  | 12  | 1   |
| Парний розряд    | 280 | 180 | 110 | 60 | 1   | Н/Д  | Н/Д | Н/Д | Н/Д |

### Призові гроші
| Дисципліна       | П       | Ф       | ПФ      | ЧФ     | 1/8    | 1/161  | Q2     | Q1   |
| Одиночний розряд | $43,000 | $21,400 | $11,500 | $6,200 | $3,420 | $2,220 | $1,285 | $750 |
| Парний розряд *  | $12,300 | $6,400  | $3,435  | $1,820 | $960   | Н/Д    | Н/Д    | Н/Д  |

1 Кваліфаєри отримують і призові гроші 1/16 фіналу

* на пару

## Учасниці основної сітки в одиночному розряді
| Країна    | Гравчиня           | Рейтинг1 | Сіяна |
| --------- | ------------------ | -------- | ----- |
| Німеччина | Анніка Бек         | 43       | 1     |
| Німеччина | Каріна Віттгефт    | 55       | 2     |
| Словенія  | Полона Герцог      | 60       | 3     |
| Швеція    | Юганна Ларссон     | 61       | 4     |
| Чехія     | Катерина Сінякова  | 69       | 5     |
| Росія     | Маргарита Гаспарян | 70       | 6     |
| Латвія    | Альона Остапенко   | 77       | 7     |
| Румунія   | Андрея Міту        | 84       | 8     |

- 1 Рейтинг подано станом на 21 вересня 2015

### Інші учасниці
Нижче наведено учасниць, які отримали вайлдкард на участь в основній сітці:
- Нігіна Абдураїмова
- Ангеліна Калініна
- Сабіна Шаріпова

Нижче наведено гравчинь, які пробились в основну сітку через стадію кваліфікації:
- Паула Канія
- Анетт Контавейт
- Катерина Козлова
- Стефані Фегеле

Як щасливий лузер в основну сітку потрапили такі гравчині:
- Петра Мартич

### Знялись з турніру
До початку турніру
- Деніса Аллертова (abdominal strain) → її замінила  Петра Мартич
- Віталія Дяченко → її замінила  Олена Весніна
- Марина Еракович → її замінила  Кікі Бертенс
- Кірстен Фліпкенс → її замінила  Крістина Плішкова
- Татьяна Марія → її замінила  Яна Чепелова
- Курумі Нара → її замінила  Альона Остапенко
- Тереза Сміткова → її замінила  Олександра Соснович
- Яніна Вікмаєр → її замінила  Нао Хібіно

Під час турніру
- Олександра Соснович (Lower Back Injury)

## Учасниці основної сітки в парному розряді

### Сіяні
| Країна          | Гравчиня           | Країна          | Гравчиня          | Рейтинг1 | Сіяна |
| --------------- | ------------------ | --------------- | ----------------- | -------- | ----- |
| Нідерланди      | Кікі Бертенс       | Швеція          | Юганна Ларссон    | 80       | 1     |
| Росія           | Маргарита Гаспарян | Росія           | Олександра Панова | 125      | 2     |
| Велика Британія | Джоселін Рей       | Велика Британія | Анна Сміт         | 158      | 3     |
| Грузія          | Оксана Калашникова | Польща          | Паула Канія       | 164      | 4     |

- 1 Рейтинг подано станом на 21 вересня 2015

### Інші учасниці
Нижче наведено пари, які отримали вайлдкард на участь в основній сітці:
- Нігіна Абдураїмова /  Акгуль Аманмурадова
- Катерина Бичкова /  Стефані Фегеле

Наведені нижче пари отримали місце як заміна:
- Альона Фоміна /  Катерина Козлова

### Відмовились від участі
До початку турніру
- Кікі Бертенс (Left Foot/Heel Injury)

### Знялись
- Анна-Лена Фрідзам (Abdominal Injury)

## Переможниці

### Одиночний розряд
- Нао Хібіно —  Донна Векич, 6–2, 6–2

### Парний розряд
- Маргарита Гаспарян /  Олександра Панова def  Віра Душевіна /  Катерина Сінякова, 6–1, 3–6, [10–3]